# Fashion Star
Fashion Star è un Talent show americano, che si concentra sul design e sulla moda. Il programma è stato presentato nel 2012 da Elle Macpherson e nel 2013 da Louise Roe. I concorrenti devono creare dei capi di abbigliamento che cercheranno di vendere a tre importanti catene di abbigliamento mondiale.
In America, le due stagione sono state trasmesse sulla NBC, in Italia, la serie è andata in onda su Real Time: la prima edizione dal 29 agosto 2012, mentre la seconda a partire dal 27 novembre 2013.
Dopo la messa in onda in America della seconda stagione, la NBC ha deciso di cancellare lo show.

## Format
I concorrenti di questo reality sono stilisti non noti che hanno l'obiettivo di vendere i capi da loro creati di settimana in settimana a tre compagnie di abbigliamento di fama mondiale: Macy's, Saks Fifth Avenue, H&M (presente nella prima stagione) e Express (presente nella seconda). Ogni settimana i concorrenti lavorano con i loro mentori Jessica Simpson, Nicole Richie, e John Varvatos sui materiali da usare, i colori e la linea dell'abito. I vestiti creati durante la settimana appariranno in una sfilata alla fine della quale i tre compratori mostreranno se hanno acquistato o meno il modello e a quale cifra. Gli stilisti che non ricevono offerte saranno in nomination per l'eliminazione. I mentori decideranno una persona da salvare tra quelli in nomination e i tre compratori decideranno chi eliminare dalla competizione. Alla fine della stagione, i tre concorrenti rimasti devono creare delle vetrine di tre capi di abbigliamento per ogni compratore. Chi soddisfa le esigenze dei tre compratori diventerà la "Fashion Star" e riceverà un premio del valore di 6 milioni di dollari.

### Evoluzione del programma
La seconda stagione ha visto molti cambiamenti. I tre mentori, che nell'edizione precedente lavoravano con tutti i concorrenti, aiuteranno solamente quattro degli stilisti. H&M è stato sostituito da Express tra i compratori.  Elle Macpherson ha lasciato il programma ed è stata sostituita da Louise Roe. Il valore del premio venne abbassato a 3 milioni di dollari, e infine i tre mentori avrebbero deciso i due stilisti da mandare in nomination per l'eliminazione.

## Stagioni
| Stagione | Puntate | Prima TV USA | Prima TV Italia |
| -------- | ------- | ------------ | --------------- |
| 1        | 10      | Maggio 2012  | Agosto 2012     |
| 2        | 10      | Marzo 2013   | Novembre 2013   |

### Prima stagione
La prima stagione di Fashion Star è andata in onda a partire dal 13 marzo 2012 al 15 maggio 2012, in Italia invece è andata in onda dall'agosto 2012. Il vincitore della competizione è stata Kara Laricks che si è portata a casa un contratto da 6 milioni di dollari con Macy's, Saks Fifth Avenue e H&M.

### Seconda stagione
La seconda stagione di Fashion Star è andata in onda a partire dall'8 marzo 2013 al 10 maggio 2013, in Italia invece è andata in onda dal novembre 2013. Il vincitore della competizione è stata Hunter Bell che si è portata a casa un contratto da 3 milioni di dollari con Macy's, Saks Fifth Avenue ed Express.

## A livello internazionale
Network Ten ha acquistato i diritti del reality per produrre una serie in Australia. ProSieben ha trasmesso in Germania un programma simile, chiamato Fashion Hero, nell'autunno del 2013, presentato da Claudia Schiffer. Ma visto lo scarso successo, il programma non è stato replicato.

## Premi e nomination
Fashion Star ha vinto il premio come Best Branded Format agli FRAPA Format Awards. Inoltre era anche in nomination in altre tre categorie: Best Competition Reality Format, Best Brand-Driven Format e Best Multi-Platform Format. Infine si è aggiudicato il premio Best Social Commerce or Marketing Program ai Social TV Awards del 2012.